# 크리스티나 세스트
크리스티나 세스트(덴마크어: Christina Seest, 1963년 ~ )은 덴마크의 가수이다.